# Nebenkharou
Nebenkharou, dit « le maître de la Syrie », est un prince d'Égypte et sixième fils de Ramsès II,.

## Biographie
Nebenkharou est le sixième fils de Ramsès II,.
Compte tenu de son rang important parmi les princes, Nebenkharou avait probablement le statut de fils premier-né d'une épouse de moindre importance et est né vers la fin du règne de son grand-père Séthi Ier. Il est présent dans des événements importants tels que la procession victorieuse après la bataille de Qadesh en l'an 5 et le siège de Dapour en l'an 8, bien que son jeune âge à l'époque rend peu probable toute forme de commandement pendant ces évènements. La position prestigieuse de Nebenkharou est renforcée par son titre de commandant des troupes.
Le titre de prince héritier passe directement de Khâemouaset (4e fils) à Mérenptah (13e fils) vers l'an 55, Nebenkharou étant alors décédé.

## Sépulture
Il a peut-être été enterré dans la tombe KV5, mais l'état de cette dernière ne permet pas d'en être certain.